# Rio Corrente (vattendrag i Brasilien, Goiás, lat -14,22, long -46,98)
Rio Corrente är ett vattendrag i Brasilien.   Det ligger i delstaten Goiás, i den sydöstra delen av landet, 200 km nordost om huvudstaden Brasília.
Omgivningen kring Rio Corrente är huvudsakligen savann. Området är mycket glesbefolkat, med 5 invånare per kvadratkilometer.